# Battaglia di Adua
La battaglia di Adua, momento culminante e decisivo della guerra di Abissinia, si combatté il 1º marzo 1896 nei dintorni della città etiope di Adua tra le forze italiane comandate dal tenente generale Oreste Baratieri e l'esercito abissino del negus Menelik II. Gli italiani subirono una pesante sconfitta, che arrestò per molti anni le ambizioni coloniali sul corno d'Africa permettendo agli etiopi di conservare la loro indipendenza durante la spartizione dell'Africa.

## Antefatti

### La campagna

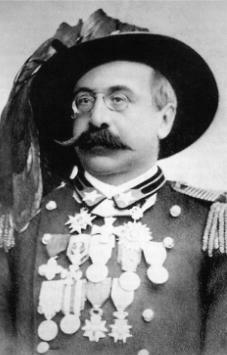
Oreste Baratieri

La guerra era iniziata nel dicembre del 1895, quando le truppe etiopiche avevano attaccato gli sparpagliati presidi italiani nella regione dei Tigrè, occupata nell'aprile precedente; gli italiani erano stati colti di sorpresa, ed erano incappati subito in una sconfitta nella battaglia dell'Amba Alagi il 7 dicembre. A questa sconfitta si aggiunse poi il 22 gennaio 1896 la resa del presidio di Macallè, che aveva resistito ad un assedio durato due mesi. Le forze italiane al comando del generale Oreste Baratieri, ora rinforzate da truppe fresche giunte dall'Italia, si ammassarono nella zona tra Adigrat ed Edagà Amus, ma l'esercito di Menelik aggirò lo schieramento nemico e si diresse nella zona di Adua, trovandosi così in un'ottima posizione per tentare l'invasione della colonia italiana dell'Eritrea. Baratieri cercò di parare questa mossa cambiando il fronte del suo schieramento da sud ad ovest, spostando le sue truppe nella regione di Enticciò ed attestandosi su una solida posizione difensiva sul monte Saatì il 7 febbraio, a soli pochi chilometri dall'accampamento etiope posto nella conca di Adua.

Per i successivi venti giorni i due eserciti si fronteggiarono rimanendo sulle rispettive posizioni. Il negus approfittò di questa inattività per intavolare delle trattative diplomatiche, arrivando anche ad offrire la cessazione delle ostilità in cambio dell'abrogazione del trattato di Uccialli, le cui clausole controverse erano una delle cause della guerra; questa richiesta venne però rigettata dal Governo italiano, ormai convinto che solo un pieno successo militare avrebbe permesso di ristabilire il prestigio italiano nella regione. Preoccupato per l'inattività di Baratieri, il Presidente del Consiglio Francesco Crispi iniziò a spronare il generale affinché ottenesse al più presto una vittoria decisiva, inviandogli un famoso telegramma il 25 febbraio: 

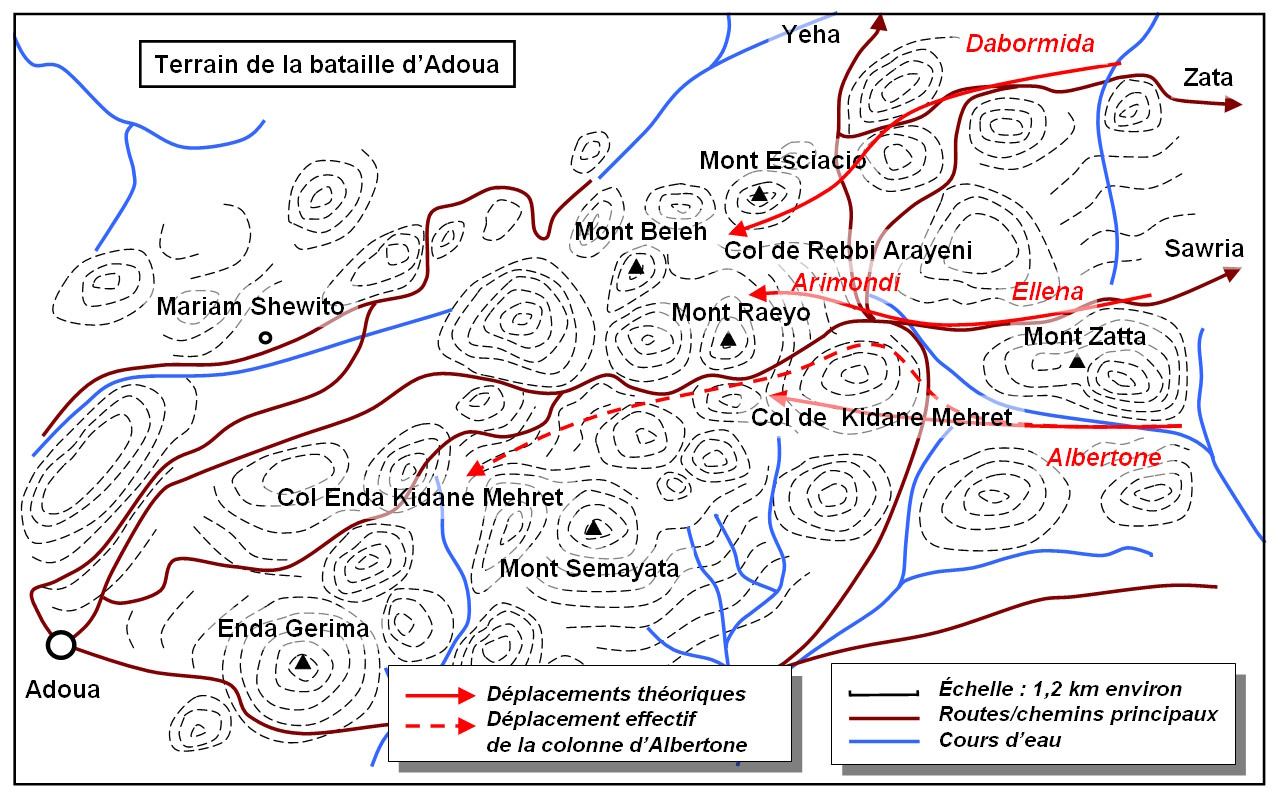
I movimenti delle colonne italiane nei piani di Baratieri

Al tempo stesso, però, già dal 21 febbraio Crispi aveva deciso di sostituire Baratieri con il generale Antonio Baldissera, già in precedenza comandante delle truppe italiane nella colonia, che lasciò l'Italia il 23 febbraio in incognito, per evitare che la notizia della sua destituzione avesse effetti deleteri sul morale di Baratieri.
La situazione logistica dei due eserciti andava intanto aggravandosi, soprattutto per quello italiano, nelle cui retrovie erano scoppiate numerose rivolte delle popolazioni precedentemente assoggettate che mettevano in serio pericolo le comunicazioni con la vitale base di Massaua. Il 27 febbraio Baratieri radunò i suoi più stretti collaboratori per discutere della situazione: il capo di stato maggiore colonnello Valenzano e i generali Giuseppe Arimondi, Matteo Albertone, Vittorio Dabormida e Giuseppe Ellena, comandanti di brigata. Consapevole del fatto che all'esercito rimanevano solo viveri per quattro giorni, Baratieri propose di operare una ritirata strategica in Eritrea, onde migliorare la situazione logistica e raccogliere nuove forze; tutti i generali, tuttavia, si espressero contro tale piano, proponendo invece di tentare un attacco contro l'esercito etiopico, troppo vicino per ritirarsi in sicurezza. Baratieri, che attendeva maggiori informazioni sulla consistenza dell'esercito nemico, aggiornò la riunione alla sera successiva.

### Piani e schieramenti

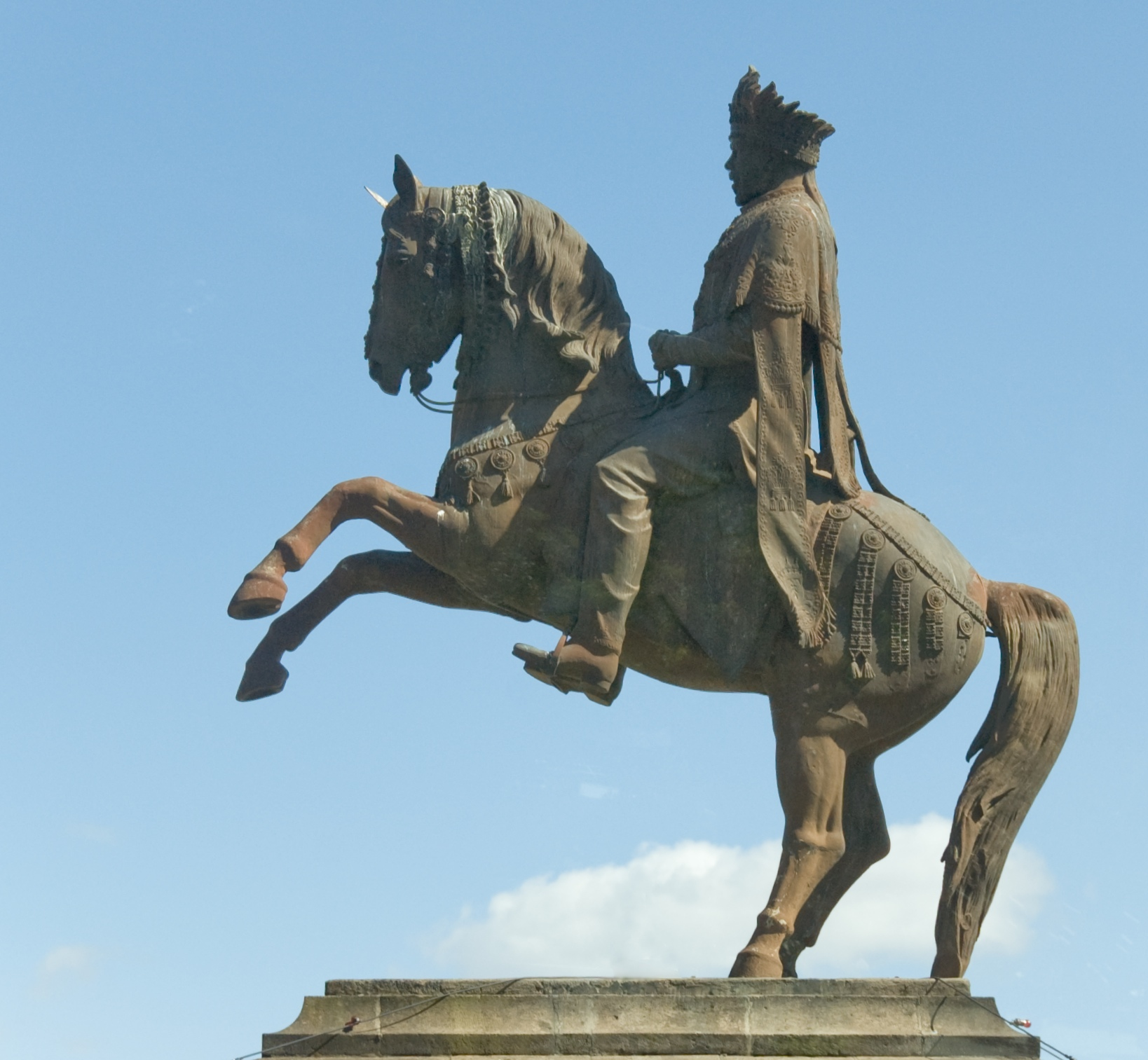
Imperatore d'Etiopia Menelik II.

La sera tra il 28 e il 29 febbraio, Baratieri riunì di nuovo i suoi collaboratori per metterli al corrente delle sue decisioni: l'esercito italiano non avrebbe attaccato direttamente le posizioni etiopiche, ritenute troppo salde, ma sarebbe avanzato con il favore della notte per occupare una serie di colline più vicine allo schieramento nemico; in questo modo, Baratieri avrebbe obbligato Menelik o ad accettare il combattimento attaccando le truppe italiane schierate in posizione più favorevole, o a cedere il campo e ritirarsi. Le truppe del Corpo di Spedizione italiano vennero quindi divise in quattro brigate, affidate ai quattro generali: Dabormida avrebbe guidato l'ala destra, con il compito di attestarsi sul colle di Rebbì Ariennì, Albertone avrebbe guidato l'ala sinistra, incaricata di occupare il colle Chidanè Merèt, Arimondi avrebbe tenuto il centro, attestandosi parzialmente sullo stesso colle Rebbì Ariennì in posizione leggermente più arretrata, mentre Ellena avrebbe guidato la riserva, schierata dietro Arimondi. Nelle intenzioni di Baratieri, le varie brigate sarebbero state in grado di garantirsi appoggio reciproco, spazzando via qualsiasi attacco nemico con un fuoco incrociato.
In totale, gli italiani mettevano in campo 550 ufficiali e 10 550 soldati nazionali, e 6 700 soldati indigeni (gli àscari), per complessivi 17 800 uomini con 56 pezzi d'artiglieria. A parte poche truppe "scelte" (come i bersaglieri e gli alpini), la maggioranza dei reparti italiani era composto da militari di leva, sorteggiati dai loro reggimenti in Italia per prestare servizio in Africa (quando non vi erano inviati come punizione); composti da uomini di varia provenienza, i reparti mancavano quasi totalmente di spirito di corpo o di esperienza bellica, oltre che di un addestramento adeguato all'ambiente in cui si trovavano ad operare. L'equipaggiamento era di bassa qualità, soprattutto per quanto riguardava le scarpe, mentre i reparti italiani, per esigenze di uniformità di munizionamento con i reparti indigeni, erano stati riequipaggiati con il fucile Vetterli-Vitali Mod. 1870/87, più arretrato del Carcano Mod. 91 con il quale si erano addestrati in patria. Le unità di ascari erano di valore discontinuo: i reparti reclutati in Eritrea erano considerati i migliori, mentre quelli del Tigrè, regione occupata da poco, erano ritenuti poco affidabili.
Nonostante la regione di Adua fosse stata occupata dagli italiani fin dall'aprile del 1895, Baratieri non disponeva di una mappa affidabile della zona; ai comandanti delle brigate venne dato uno schizzo realizzato a mano libera delle posizioni da occupare, molto sommario e ricco di imprecisioni. La mancanza di reparti di cavalleria rese impossibile una ricognizione preliminare del campo di battaglia.
Secondo le informazioni ricevute, Baratieri valutava la forza dell'esercito etiope tra i 30 000 e i 40 000 uomini, demoralizzati dalle malattie e dalla penuria di viveri; le truppe di Menelik invece ammontavano tra i 100 000 e i 120 000 uomini, di cui circa 80 000 dotati di un qualche tipo di arma da fuoco. L'esercito etiope era ancora basato su un sistema semi-feudale: tra gli obblighi dei vari sovrani locali (i ras) nei confronti dell'imperatore vi era quello di presentarsi in armi con i propri vassalli in caso di guerra. Non vi era un'organizzazione militare formale, ma vari reparti autonomi posti al comando del proprio sovrano; tra i comandanti degni di nota si annoveravano, oltre allo stesso Menelik, l'imperatrice Taytu Betul, Ras Wale, Ras Mengesha Atikem, Ras Mengesha Yohannes, Ras Alula Engida, Ras Mikael di Wollo, Ras Mekonnen Welde Mikaél, Fitawrari Gebeyyehu e il negus Tekle Haymanot di Goggiam.
I guerrieri etiopici erano ancora armati con un gran numero di armi bianche (principalmente lance e spade), ma un numero considerevole era dotato anche di armi da fuoco, che andavano dai moderni Remington e Vetterli Mod. 1870, a vecchi fucili ad avancarica o addirittura a miccia risalenti a due secoli prima; la maggior parte delle armi da fuoco veniva dalla Russia (l'unico governo europeo a parteggiare esplicitamente per gli etiopici), dalla Francia e dall'Italia stessa. Erano inoltre disponibili quarantasei cannoni a tiro rapido Hotchkiss e qualche mitragliatrice Hotchkiss e Maxim; a differenza degli italiani, Menelik poteva disporre di numerosi reparti di cavalleria, i migliori dei quali erano quelli composti da guerrieri Oromo.
Gli etiopici non disponevano di un vero e proprio servizio logistico, e la principale fonte di viveri e vettovaglie era costituita dai contadini della regione dove l'esercito si trovava. Dopo venti giorni trascorsi nella conca di Adua, l'esercito etiope aveva consumato quasi tutte le risorse della regione, e nel suo accampamento si stavano incominciando a diffondere le malattie. Conscio di questa situazione, Menelik aveva cominciato a progettare un assalto in massa contro il campo italiano per il 2 marzo seguente, prima che il suo esercito si indebolisse troppo; la manovra italiana anticipò le intenzioni del negus.

### Ordini di battaglia
Ordine di battaglia del Corpo di Operazioni italiano in Eritrea
- Comando:
  - Comandante, tenente generale Oreste Baratieri
  - Capo di stato maggiore, tenente colonnello Gioacchino Valenzano
- Colonna di destra, II Brigata fanteria (generale Vittorio Dabormida):
  - 3º Reggimento fanteria d'Africa, colonnello Ottavio Ragni
    - V Battaglione fanteria d'Africa (magg. Giordano)
    - VI Battaglione fanteria d'Africa (magg. Leopoldo Prato)
    - X Battaglione fanteria d'Africa (magg. Gennaro De Fonseca)

  - 6º Reggimento fanteria d'Africa, colonnello Cesare Airaghi
    - III Battaglione fanteria d'Africa (magg. Luigi Branchi)
    - XIII Battaglione fanteria d'Africa (magg. Rayneri)
    - XIV Battaglione fanteria d'Africa (magg. Giuseppe Secondo Solaro)

  - Battaglione milizia mobile indigena, magg. Lodovico De Vito
  - Compagnia indigeni del chitet dell'Asmara[12] (cap. Alberto Sermasi)
  - II Brigata di artiglieria (magg. Alberto Zola)
    - 5ª Batteria di artiglieria da montagna[13] (cap. Giuseppe Mottino)
    - 6ª Batteria di artiglieria da montagna[13] (cap. Regazzi)
    - 7ª Batteria di artiglieria da montagna[13] (cap. Gisla)
- Colonna centrale, I Brigata (generale Giuseppe Arimondi):
  - 1º Reggimento bersaglieri d'Africa, colonnello Francesco Stevani
    - I Battaglione bersaglieri d'Africa (magg. Matteo De Stefano)
    - II Battaglione bersaglieri d'Africa (magg. Compiano)

  - 2º Reggimento fanteria d'Africa, colonnello Ugo Brusati
    - II Battaglione fanteria d'Africa (magg. Viancini)
    - IV Battaglione fanteria d'Africa (magg. Luigi De Amicis)
    - IX Battaglione fanteria d'Africa (magg. Giuseppe Baudoin)

  - 1ª Compagnia/V Battaglione indigeni (cap. Pavesi)
  - 8ª Batteria di artiglieria da montagna[13] (cap. Loffredo)
  - 11ª Batteria di artiglieria da montagna[13] (cap. Giuseppe Franzini)
- Colonna di sinistra, Brigata indigeni (generale Matteo Albertone):
  - I Battaglione indigeni (magg. Domenico Turitto)
  - VI Battaglione indigeni (magg. Aurelio Cossu)
  - VII Battaglione indigeni (magg. Rodolfo Valli)
  - VIII Battaglione indigeni (magg. Giovanni Gamerra)
  - Gruppo Bande Indigeni "Okulè Kusai" (ten. Alessandro Sapelli)
  - I Brigata di artiglieria (mag. Francesco De Rosa)
    - 1ª Batteria di artiglieria da montagna indigeni[14] (cap. Clemente Henry[15])
    - II sezione della 2ª Batteria di artiglieria da montagna indigeni[16] (ten. Vibi)
    - 3ª Batteria di artiglieria da montagna[14][17] (cap. Eduardo Bianchini)
    - 4ª Batteria di artiglieria da montagna[14][17] (cap. Umberto Masotto)
- Riserva, III Brigata (generale Giuseppe Ellena):
  - 4º Reggimento fanteria d'Africa, colonnello Giovanni Romero
    - VII Battaglione fanteria d'Africa (magg. Montecchi)
    - VIII Battaglione fanteria d'Africa (magg. Violante)
    - XI Battaglione fanteria d'Africa (magg. Manfredi)

  - 5º Reggimento fanteria d'Africa, colonnello Luigi Nava
    - XV Battaglione fanteria d'Africa (magg. Ernesto Ferraro)
    - XVI Battaglione fanteria d'Africa (magg. Vandiol)
    - I Battaglione alpini d'Africa (t.col. Davide Menini)[18]

  - III Battaglione indigeni (t.col. Giuseppe Galliano)
  - 1ª Batteria artiglieria a tiro rapido (cap. Aragno)
  - 2ª Batteria artiglieria a tiro rapido (cap. Domenico Mangia)
  - una compagnia di genio zappatori

Forze etiopiche presenti ad Adua
- Forze dello Shòa: da 34 000 a 38 000 fucili (Negus Menelik)
- Forze del Semièn: da 5 000 a 6 000 fucili (Itaghiè Taitù)
- Forze del Harràr: da 15 000 a 16 000 fucili (Ras Makonnèn)
- Forze del Wollo-Galla: da 14 000 a 15 000 fucili (Ras Michael)
- Forze del Làsta: da 10 000 a 11 000 fucili (Uagscium Guangùl)
- Forze del Goggiàm: da 5 000 a 6 000 fucili (Ras Takla Haimanòt)
- Forze del Tigrè e dell'Hamasèn: da 3 000 a 4 000 fucili (Ras Mangascià e Ras Alulà)
- Forze del Ieggiù: da 6 000 a 7 000 fucili (Ras Oliè)
- Forze del Fitauràri Gabejehù: da 13 000 a 14 000 fucili
- Forze del Fitauràri Mangascià Atikim: da 5 000 a 6 000 fucili

## La battaglia

### La marcia notturna e i primi scontri

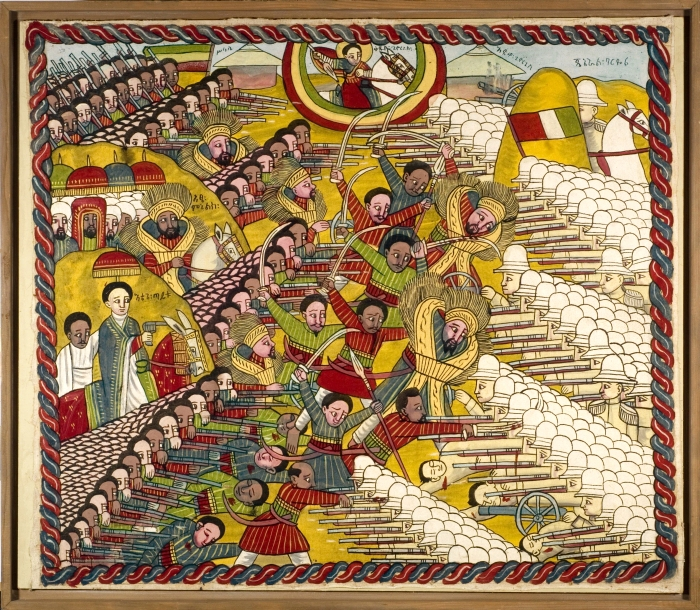
La battaglia di Adua raffigurata in un celebre dipinto etiope

Le truppe italiane iniziarono i preparativi per la marcia notturna alle 21:00 del 29 febbraio 1896; le brigate di Albertone, Arimondi e Dabormida lasciarono il campo alle 21:30, seguite dalla brigata Ellena (a cui si era aggregato Baratieri) alle 23:00. La brigata di Albertone, formata quasi interamente da truppe indigene meglio abituate a muoversi su terreni montuosi, acquisì subito un notevole vantaggio sulle altre unità. La situazione si aggravò quando ci si rese conto che i sentieri meridionali (imboccati da Albertone) e quelli centrali (su cui si muoveva Arimondi con dietro Ellena) finivano per convergere in un punto; la brigata Arimondi venne quindi costretta a fermarsi per lasciare sfilare le truppe di Albertone, andando così ad aumentare il distacco tra questa brigata e il resto dell'armata. Verso le 3:30 del 1º marzo la brigata Albertone, in considerevole anticipo rispetto alle altre brigate, occupò il suo obiettivo, il colle che sulla mappa era indicato come Chidane Meret, e qui si attestò per circa un'ora. A questo punto però le guide informarono Albertone che il colle occupato non era il Chidane Meret, ma il colle Erarà; il vero Chidane Meret sorgeva diversi chilometri più avanti, verso sud-ovest. Invece di restare sulla posizione e proteggere il fianco di Arimondi, che con Dabormida si stava appena attestando su Rebbi Arienni, Albertone decise di spingersi ancora più avanti, andando ad occupare il vero Chidane Meret verso le 5:30, senza che Baratieri ne fosse avvisato; in tal modo la distanza tra la brigata ed il resto dell'armata divenne a questo punto abissale.
Il movimento degli italiani non era passato inosservato alle spie etiopi, che ne diedero pronta notizia al ras Alula, in quel momento attestato sulla sinistra dell'esercito; in assenza del negus, in quel momento in preghiera nella chiesa di Enda Gabrièl vicino Adua (era domenica), fu Alula a dare le prime disposizioni per contrastare la manovra, ordinando alle forze sotto il suo comando e a quelle del ras Menkonenn, Tekle Haymanot e ras Mikael di Wollo, accampate lì vicino, di muovere verso la posizione di Albertone.

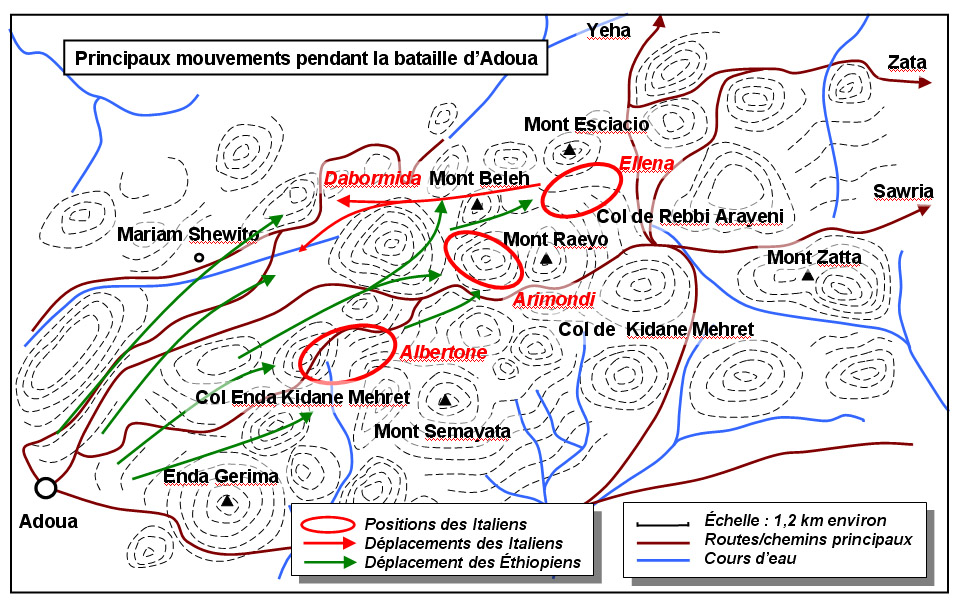
La posizione delle brigate italiane e gli attacchi etiopici

Quando verso le 6:00 l'avanguardia di Albertone, il I Battaglione indigeni del maggiore Domenico Turitto, si avvicinò agli avamposti nemici nei pressi della chiesa di Enda Micaèl vicino Adua, venne ferocemente caricata dai reparti etiopici provenienti dai monti Enda Garima e Gessoso; la carica fu così violenta da investire anche la seconda linea italiana, obbligando Albertone a ripiegare dal Chidane Meret per riattestarsi sulle pendici occidentali del monte Semaiata. Sul posto rimasero due batterie da montagna, comandate da Eduardo Bianchini ed Umberto Masotto, con l'ordine di resistere fino all'ultimo uomo. Entrambe furono distrutte, e i due comandanti morirono sul campo e furono poi decorati di medaglia d'oro al Valor militare. Il combattimento proseguì serrato per circa tre ore; nonostante la posizione isolata, gli ascari italiani inflissero pesanti perdite agli etiopici, ma, esaurite le munizioni ed aggirati sul fianco sinistro da una colonna etiope scesa dall'Enda Garima, furono obbligati a cedere, e lo stesso Albertone venne preso prigioniero. Le ultime sacche di resistenza vennero spazzate via verso le 11:00; i sopravvissuti della brigata indigena iniziarono quindi a fuggire in direzione del centro dello schieramento italiano.

### Il centro italiano
Le brigate Arimondi e Dabormida avevano completato il dispiegamento sul Rebbi Arienni verso le 5:30 e qui si erano fermate; alle 6:30 giunse Baratieri, che, udendo un intenso fuoco di fucileria proveniente dalla sua sinistra, solo allora si rese conto che la brigata Albertone non solo era sotto attacco, ma si trovava in posizione troppo avanzata. Il generale ordinò quindi alla brigata Dabormida di muovere in appoggio ad Albertone occupando il monte Diriam (o Derer), mentre il suo posto sul Rebbi Arienni doveva essere preso dalla brigata Arimondi. Alle 8:00 Dabormida completò lo sgombero del Rebbi Arienni, ma invece di muovere sul monte Diriam vi inviò solo un distaccamento, incanalandosi con il grosso nel vallone di Mariam Sciawitù, più sulla destra, e finendo per cozzare contro le truppe etiopiche che vi erano accampate.
La posizione sul Rebbi Arienni lasciata libera da Dabormida venne occupata dalla brigata Arimondi, con Ellena subito dietro ammassato nella conca alle spalle del monte; alle 8:15 Baratieri ricevette un messaggio di Albertone (spedito alle 7:00), con il quale il generale informava di essere sotto pesante attacco da parte degli etiopici e chiedeva rinforzi. Baratieri ordinò quindi alla brigata Arimondi di avanzare e di attestarsi tra il monte Raio a sinistra e il monte Bellah a destra, con Ellena schierato ora sul Rebbi Arienni e nella conca "del sicomoro" dietro al Raio. Intorno alle 9:00, mentre Arimondi finiva di attestarsi sul Raio, incominciarono a giungere sulle posizioni italiane feriti e sbandati della brigata Albertone, il cui flusso si intensificò verso le 9:30; preoccupato, Baratieri mandò quindi ad Albertone l'ordine di ripiegare sotto la posizione di Arimondi, ordine che ormai giungeva troppo tardi. Muovendosi alle spalle del flusso di fuggitivi per proteggersi dai colpi delle artiglierie italiane, le colonne etiopiche si abbatterono sulla posizione di Arimondi verso le 10:00, impegnando subito gli italiani in furiosi combattimenti anche corpo a corpo.

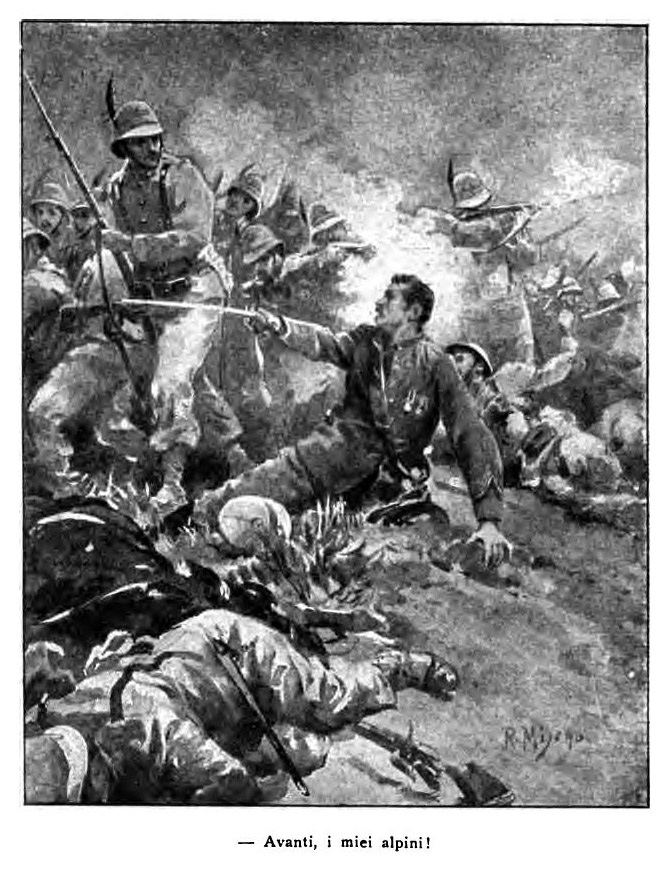
Il tenente colonnello Davide Menini (al centro, ferito) incita i suoi uomini durante la battaglia

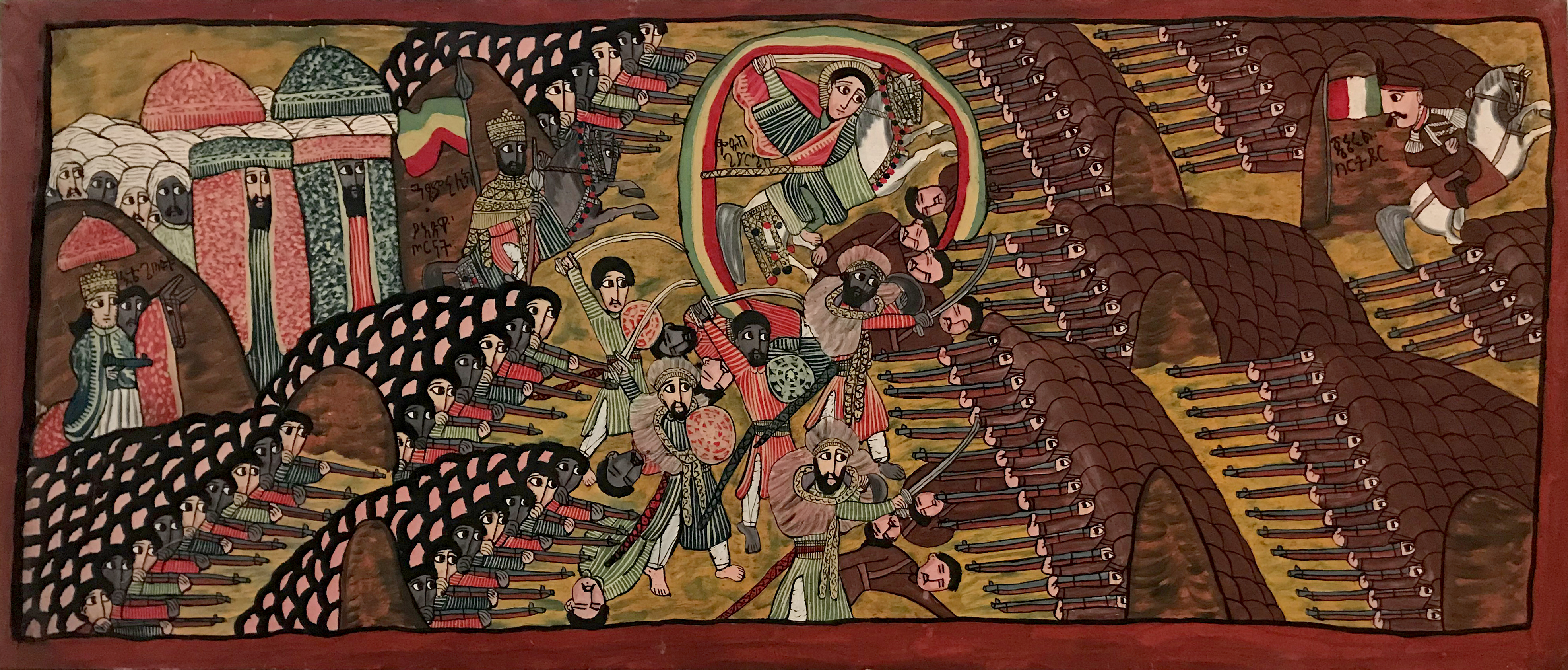
Dipinto etiope rappresentante la battaglia di Adua.

Gli etiopici si divisero in due colonne, attaccando sulla destra italiana il monte Bellah, tenuto dai bersaglieri del colonnello Stevani, e sulla sinistra italiana la congiunzione tra il monte Raio e il colle Erarà (Chidane Meret sulle carte italiane), tenuto dal III Battaglione indigeni del colonnello Galliano (distaccato dalla brigata Ellena).
La colonna etiope di sinistra, composta da 25 000 uomini dei reparti scioani, parte della guardia del corpo di Menelik, occupò a sorpresa uno sperone roccioso (detto Zebàn Daarò) a nord-ovest del monte Bellah, aggirando così il fianco destro di Arimondi; il colonnello Stevani cercò di ristabilire la situazione inviando due compagnie di bersaglieri a riconquistare lo sperone, ma solo 40 uomini riuscirono a scalare la parete rocciosa, finendo spazzati via dal numero soverchiante dei nemici. Anche il fianco sinistro della brigata Arimondi venne aggirato quando il battaglione indigeno di Galliano venne spazzato via dall'attacco nemico, perdendo anche il suo comandante. Baratieri cercò di tamponare la falla sul fianco sinistro inviandovi il 5º Reggimento fanteria della brigata Ellena (comprendente anche un battaglione di alpini), ma le truppe del colonnello Nava non riuscirono ad arrestare la progressione dei reparti nemici, superiori in numero. Pressata sul fronte ed aggirata su entrambi i fianchi, la brigata Arimondi cedette intorno alle 12:00, dopo che anche il suo comandante era caduto in combattimento. Baratieri ordinò la ritirata generale alle 12:30, anche se non vi era un piano prestabilito per attuarla; la resistenza del 4º Reggimento fanteria sul Rebbi Arienni a destra, e di due compagnie di alpini sulla sella tra il Raio e il monte Ibsia sulla sinistra, consentirono ai resti delle brigate di Arimondi ed Ellena di ripiegare, non senza una certa confusione, in direzione di Adigrat, Adi Ugrì ed Adi Caiè. Baratieri, con i colonnelli Stevani e Brusati, tentò tra le 14 e le 15 di ricostruire una retroguardia su un'altura tra Jeha e Kokma, ma decise poi di continuare la ritirata su Adi Caiè, ove giunse alle 3:00 del 2 marzo.
Un nucleo di uomini della brigata Arimondi continuò a combattere sul Raio fino a notte, e solo all'alba del 2 marzo gli etiopici furono in grado di occupare la vetta del monte.

### La brigata Dabormida
Attestata originariamente sul Monte Rebbi Arienni, la brigata Dabormida ricevette verso le 7:00 l'ordine da Baratieri di scendere dal colle e di marciare in appoggio ad Albertone; le esatte disposizioni impartite a Dabormida non sono note, in quanto il generale non le comunicò a nessun altro: Baratieri sostenne di aver ordinato a Dabormida di appoggiare Albertone occupando il monte Diriam, ma mantenendo il contatto con il fianco destro di Arimondi sul monte Bellah. Invece, Dabormida inviò verso il Diriam solo il battaglione di milizia mobile indigena del maggiore De Vito, mentre con il resto della brigata attorno alle 9:00 si infilava nel vallone di Mariam Sciauitù, non solo allontanandosi dalla brigata Albertone, ma anche scoprendo il fianco destro di Arimondi.

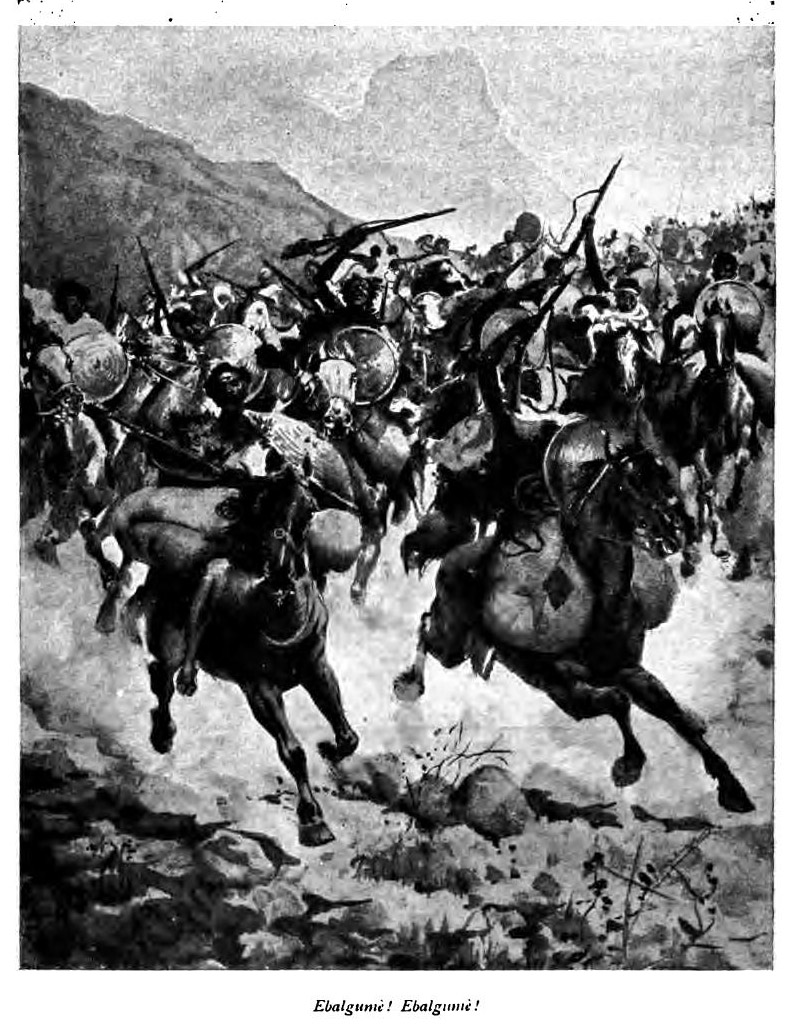
Cavalleria etiopica

Nel vallone di Mariam Sciauitù si trovava l'accampamento degli uomini di ras Menkonenn, contro cui andarono a cozzare i reparti italiani; gli etiopici furono respinti e gli italiani avanzarono fin quasi verso il fondo del vallone, attestandosi tra i monti Azghebà e Mehebàr Cedàl. Verso le 10:00 tuttavia, una colonna di truppe scioane agli ordini del negus attaccò il battaglione indigeno di De Vito al monte Diriam, spazzandolo via dopo una mezz'ora di lotta; a questo punto gli scioani si divisero in due colonne: una proseguì verso il Bellah per aggirare il fianco della brigata Arimondi, rimasto scoperto, l'altro piegò a sinistra per colpire il fianco e il retro della brigata Dabormida, ora isolata.
Ignaro del disastro in cui era incappato il resto dell'armata, Dabormida continuò a combattere nel vallone, pressato su tre lati da masse di nemici sempre più numerose; solo nel primo pomeriggio, resosi conto della situazione, ordinò ai reparti di ripiegare verso il monte Erar, in fondo al vallone. Il ripiegamento avvenne con ordine, ma l'intervento della cavalleria oromo, reparto scelto dell'esercito del negus, provocò forti perdite tra gli italiani. Lo stesso Dabormida cadde in questa fase, anche se le circostanze della sua morte non sono chiare: la versione più accreditata sostiene che il generale cadde ucciso da una pallottola mentre stava tentando di riorganizzare le truppe; un'altra versione sostiene invece che Dabormida morì dopo la battaglia a causa delle ferite riportate. Il corpo del generale non venne mai ritrovato.
La resistenza italiana al monte Erar prima e al monte Esciasciò poi continuò per tutto il pomeriggio; solo a sera i superstiti della colonna Dabormida, ora guidati dal colonnello Ragni, iniziarono la ritirata dirigendosi verso il colle di Zalà. La presenza di grossi reparti nemici costrinse gli italiani a dividersi in due colonne più piccole: una, guidata da Ragni, si diresse verso il vecchio campo italiano a Saurià e proseguì verso Mai Maret per poi dirigere verso Adi Caiè; l'altra, condotta dal capitano Pavesi, risalì il vallone di Iehà, a nord di Esciasciò, per poi raggiungere Adi Ugrì.

## Conseguenze

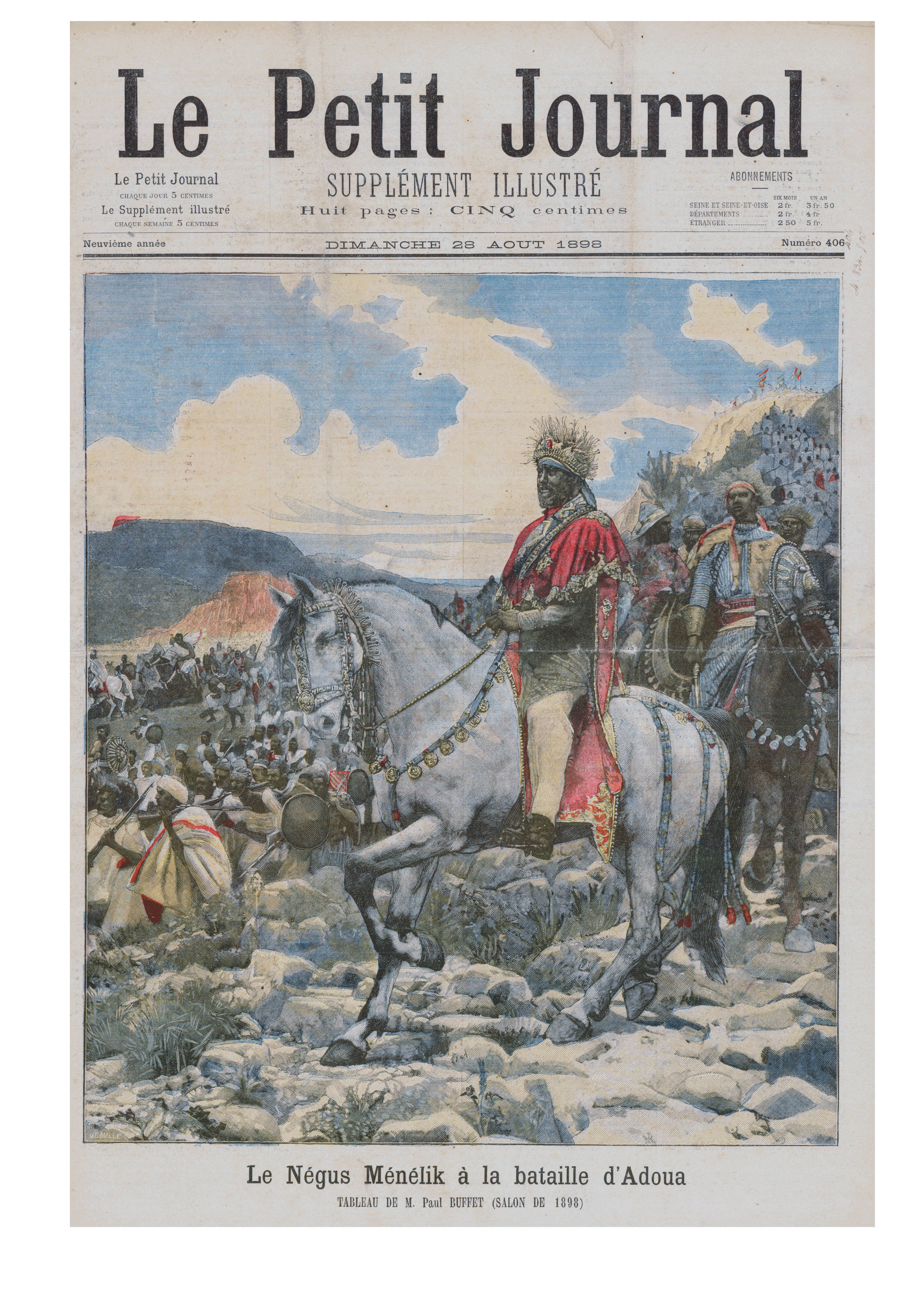
Il negus Menelik II alla battaglia di Adua

Non vi è concordanza tra le varie fonti sul numero preciso delle perdite subite dagli italiani nella battaglia: lo storico Harold G. Marcus stima 6 000 morti (4 000 italiani e 2 000 ascari), 1 428 feriti e 1 800 prigionieri; Richard Pankhurst parla invece di 5 179 morti certi (261 ufficiali e 2 918 soldati italiani, 2 000 ascari), 945 morti probabili e 1 430 feriti. Altre stime parlano di circa 7 000 morti (compresi due generali, Arimondi e Dabormida), 1 500 feriti e 3 000 prigionieri (compreso il generale Albertone); a questi va aggiunta la perdita di tutta l'artiglieria e di 11 000 fucili, come pure della maggior parte dei trasporti. La lista degli Ufficiali morti (258) fu riportata nell'annuario militare del regno d'Italia del 1897. I prigionieri italiani, incluso il generale Albertone, vennero trattati relativamente bene in ragione delle circostanze del momento, malgrado 200 circa di essi morissero per le ferite nel corso della prigionia. Tuttavia 800 ascari catturati, considerati traditori dagli etiopici, ricevettero come punizione l'amputazione della mano destra e del piede sinistro, onde renderli inabili a qualsiasi attività militare. Fu chiamato da Roma Ernesto Invernizzi, titolare di una ditta di strumenti medico-chirurgici, che arrivò ad Asmara con i suoi tecnici e con il materiale idoneo per fabbricare protesi per riabilitare gli ascari alla deambulazione. Non c'è alcuna seria prova che alcuni italiani fossero evirati e le voci sono forse da ricollegare alla confusione generata dal trattamento subito dagli ascari prigionieri. Controverse sono anche le stime delle perdite etiopiche, che si aggirarono tra i 4 000 e i 7 000 morti e tra gli 8 000 e 10 000 feriti.
Denis Mack Smith nota, nella sua Storia d'Italia dal 1861 al 1997, che l'Italia ebbe più morti alla battaglia di Adua che in tutte le precedenti guerre del Risorgimento messe insieme.

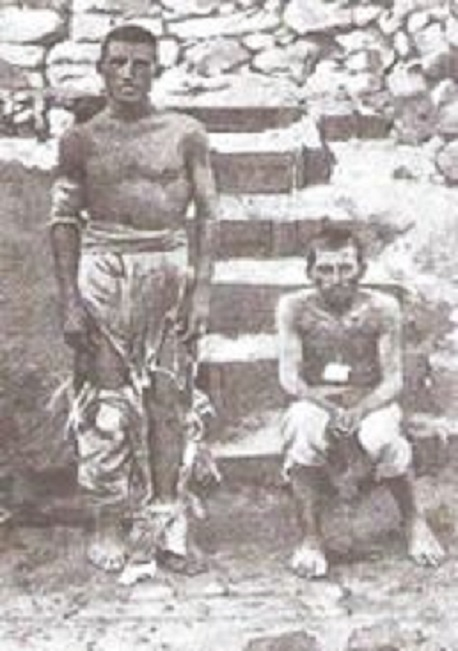
Due soldati italiani superstiti, che ritornarono nelle linee italiane dopo lunghe peripezie

La notizia del disastro raggiunse l'Italia alle 9:00 del 2 marzo, quando Baratieri telegrafò a Crispi da Adi Caiè, in sostanza addossando le responsabilità della disfatta alla viltà dei suoi soldati. La notizia della sconfitta provocò grosse manifestazioni e proteste di piazza contro la politica coloniale del governo; il 5 marzo Crispi rassegnò le dimissioni da Presidente del Consiglio e il suo governo venne sostituito dal governo di Rudinì II. I pochi reparti italiani rimasti intatti ripiegarono in Eritrea tra il 2 e il 3 marzo, tranne la guarnigione di Adigrat (dove si erano rifugiati molti dei feriti italiani), che rimase al suo posto e venne assediata dagli etiopici. Il 4 marzo Baldissera giunse nella colonia, rilevando dal comando Baratieri il giorno seguente. Rientrato in Italia, Baratieri venne imputato da una corte marziale di aver preparato un piano d'attacco "ingiustificabile" e di aver abbandonato le sue truppe sul terreno; fu assolto da queste accuse con una discussa sentenza, nella quale comunque fu descritto dai giudici come "del tutto inadatto" per il comando, e la sua carriera militare ebbe di fatto fine.
A parte pochi reparti di cavalieri, il grosso dell'esercito etiopico non inseguì gli italiani sconfitti; solo tra il 3 e il 4 marzo le truppe di ras Mangascià avanzarono fino al vecchio campo italiano di Saurià, mentre il degiacc Area si spinse fino al fiume Mareb. L'esercito etiopico era gravemente indebolito dalle perdite subite in battaglia, dalle malattie e dalla penuria di viveri, perciò Menelik ordinò di ripiegare su Addis Abeba, lasciando nel Tigrè solo pochi reparti al comando di ras Alula e ras Mangascià. La guerra si trascinò stancamente fino ad ottobre, quando, dopo un lungo negoziato, venne firmata la pace di Addis Abeba: l'Italia conservò la colonia Eritrea, ma abrogò il trattato di Uccialli e riconobbe la piena indipendenza dell'Etiopia; i prigionieri italiani di Adua vennero liberati in cambio del pagamento di una somma di 4 milioni di lire.
Nel conflitto perse la vita, tra gli altri, Luigi Bocconi, figlio di Ferdinando Bocconi, fondatore dell'Università commerciale Luigi Bocconi, che la chiamò così proprio in onore del figlio scomparso nel corso della battaglia.
Tra i caduti il capitano Pietro Cella, nato a Bardi (Parma) nel 1851, fu la prima medaglia d'oro al valor militare del corpo degli alpini.
Cadde ad Adua anche Eduardo Bianchini, capitano di artiglieria nello schieramento comandato da Albertone, figlio dell'economista e ministro dell'interno del Regno delle Due Sicilie Ludovico. Bianchini fu decorato con la medaglia d'oro al Valor Militare per aver resistito fino alla morte al comando della propria batteria, consentendo così ai resti della propria brigata di ritirarsi.
La sconfitta fu anche uno schiaffo morale: dimostrava infatti che gli eserciti europei in Africa non erano invincibili e divenne un simbolo della lotta al colonialismo. Vi era stato, invero, il precedente della battaglia di Isandlwana, dove nel 1879 un reggimento britannico era stato travolto da forze zulu, ma in quel caso la sconfitta, oltre ad essere stata di entità molto minore in termini di perdite, era stata riscattata da successive vittorie e la guerra era stata infine persa dagli Zulu.

## Nei media
- Nel libro di Emilio Lussu, Un anno sull'Altipiano, c'è il dialogo tra il tenente Lussu e il tenente colonnello, che dice:

(Da libro di Emilio Lussu Un anno sull'altipiano)
- L'ultimo romanzo di Carlo Alianello, L'inghippo (Rusconi, Milano 1971) si conclude con la disastrosa battaglia di Adua, in cui combatte il figlio del protagonista, ufficiale dell'esercito italiano.
- Giuseppe Tugnoli (pseudonimo di Manlio Cancogni) scrisse un romanzo intitolato Adua (Rizzoli, Milano 1978)
- Il regista etiopico Haile Gerima dedicò nel 1999 un film alla battaglia, intitolato Adua (Adwa).
- La battaglia di Adua fa da sfondo agli eventi narrati nel romanzo giallo L'ottava vibrazione di Carlo Lucarelli, pubblicato nel 2008.
- L'autore Gianfranco Manfredi ha ideato per la Sergio Bonelli Editore una collana fumettistica, intitolata Volto Nascosto, ambientata durante il periodo della battaglia di Adua.
- La battaglia di Adua fa da termine agli eventi narrati nel romanzo d'avventura Re dei re di Wilbur Smith, pubblicato nel 2019.